# L'ospite (Hwang Sok-yong)
L'ospite è un romanzo scritto da Hwang Sok-yong. Pubblicato originariamente nel 2001, in Italia è uscito nel 2006 pubblicato da Baldini Castoldi Dalai Editore.
Il libro ha vinto nel 2001 il Daesan Award, premio per la letteratura coreana, nel genere fiction.

## Trama
Il pastore protestante coreano Ryu Yo-Sop decide, dopo anni passati negli Stati Uniti, di tornare al proprio paese natale, nella Corea del Nord. Messo a parte il fratello Yo-Han, emigrato anche lui negli USA, della sua decisione, Yo-Sop si prepara a partire. Poco prima della partenza, il pastore viene però informato che Yo-Han è morto; il minore dei due Ryu si prende così carico di portare con sé anche lo spirito inquieto del fratello.
Tornato in Corea e preso parte al programma di riunione delle famiglie organizzato dal Partito del Lavoro di Corea, Yo-Sop torna in contatto con i familiari abbandonati durante gli eccidi della guerra di Corea, tra cui anche il figlio di Yo-Han: Dan-yol. Questi, ormai allineato da anni agli ideali del regime totalitario e comunista è però restio ad accettare la memoria di un padre cristiano e colpevole di atroci carneficine durante gli anni della guerra.
Durante il soggiorno al paese natio Yo-Sop viene più volte visitato dallo spirito del fratello e dalle anime dei loro conoscenti deceduti durante gli scontri fratricidi fra la fazione comunista e quella liberale, alcuni morti per mano dello stesso Yo-Han. E solo dopo che le anime inquiete hanno affrontato il loro scabroso passato e la famiglia Ryu accettato la memoria di Yo-Han, Yo-Sop celebra le ultime esequie al fratello, finalmente riunito alla terra natia.

## Personaggi
- Ryu Yo-Sop: pastore protestante fuggito ancora ragazzo dalla Corea a causa della guerra. Da sempre schiacciato dal peso della colpa della famiglia Ryu nei sanguinosi massacri,
- Ryu Yo-Han: zelante pastore protestante e figura di spicco dell'Esercito di Cristo - gruppo militaristico giovanile protestante - ai tempi della guerra di Corea. Durante gli anni del conflitto si macchia di delitti ed esecuzioni per poi fuggire, sentendosi tradito dai suoi stessi compagni, negli Stati Uniti. In tutti gli anni dell'esilio non è mai riuscito a dimenticare e perdonarsi il passato.
- Ryu Dan-Yol: figlio di Yo-Han e della sua prima moglie. Non essendo potuto fuggire col padre durante gli anni della guerra, è rimasto nella Corea del Nord con la madre, rinnegando formalmente la fede cristiana.
- Sun-Nam: bracciante alle dipendenze della famiglia Ryu e poi iscritto al partito comunista. Istruitosi grazie alle iniziative comuniste a favore del proletariato, durante gli anni della guerra civile spicca come personaggio di successo dalla brillante carriera locale. Nonostante l'amicizia degli anni giovanili, viene arrestato e trucidato da Yo-Han per conto della fazione protestante.
- Ilang, battezzato col nome giapponese Ichiro durante gli anni trascorsi come servitore nei distretti delle montagne: un infimo manovale fino agli sconvolgimenti della guerra civile. Istruitosi e guadagnato un'elevata posizione politica, sequestra i possedimenti dei Ryu. Durante gli eccidi da parte dei cristiani, viene catturato ed arso vivo.
- An Song-Nam, zio di Yo-Han e Yo-Sop: cristiano anche lui, durante la guerra decide però di collaborare col partito comunista e per questo viene poi punito e torturato dalla fazione protestante. Da allora ha sviluppato una visione del conflitto super-partes che non ha tuttavia intaccato la sua fede religiosa.

## Edizioni
- Hwang Sok-Yong, L'ospite, traduzione dal francese di Ombretta Marchetti, Milano, Baldini Castoldi Dalai Editore, 2006,  p. 279, ISBN 978-88-8490-446-1.